# 石川ゆうすけ
石川 ゆうすけ（いしかわ ゆうすけ）は日本の男性声優。主にアダルトゲームに声をあてている。

## 出演作品
太字は主役・メインキャラクター

### ゲーム

#### 2007年
- Lover's Collection -ラヴァーズコレクション-（柚月ハヤト[1]）

#### 2009年
- 装甲悪鬼村正（湊斗景明[2]）
- Dies irae Also sprach Zarathustra-die Wiederkunft-（櫻井戒[3]）

#### 2010年
- 色に出でにけり わが恋は（大原九郎[4]）
- 置き場がない!（三井純友[5]）
- 黒と金の開かない鍵。（小峰竜樹[6]）
- 装甲悪鬼村正 邪念編（湊斗景明）

#### 2011年
- 赤ずきんと迷いの森（謎の青年[7]）
- 神咒神威神楽（天魔・悪路[8]）
- ジンコウガクエン[9]
- やや、置き場がない!（三井純友[10]）

#### 2012年
- ふたりはマイエンジェル☆（天河光♂[11]）
- JOKER-死線の果ての道化師-（和久井敦司）

#### 2013年
- Ariard -少年アリス-（チェシャ猫[12]）

### ドラマCD
- Dies irae Verfaulen segen（櫻井戒[13]）

### OVA
- 貴方だけこんばんわ第1弾（由鈴正吾[14][15]）
- ミセスジャンキー（早見宏太[16][17]）
- 黒と金の開かない鍵。（小峰竜樹[18]）

### その他
- se・きらら（上条咲）※漫画版ムービー